# La Souris volante
Pour plus de détails, voir Fiche technique et Distribution.
La Souris volante (The Flying Mouse) est un court métrage d'animation américain de la série des Silly Symphonies réalisé par Walt Disney, pour United Artists, sorti le 14 juillet 1934. Ce film se base sur la fable Le Geai paré des plumes du paon (1668) de Jean de La Fontaine.

## Synopsis
Pendant que ses frères s'amusent et que sa mère en lave un, une petite souris regarde avec envie les oiseaux volant dans le ciel et décide de voler elle aussi. Mais la tâche n'a rien d'aisé...

## Fiche technique
- Titre original : The Flying Mouse
- Série : Silly Symphonies
- Réalisateur : David Hand
- Scénario[2] : Bill Cottrell d'après Jean de La Fontaine
- Voix[2] : Billy Sheets (chauve-souris), Les Three Rhythm Kings, Marion Darlington, Marcellite Garner
- Animateurs[2] : Marvin Woodward, Cy Young, Bob Wickersham, Hamilton Luske, Hardie Gramatky, Fred Moore, Nick George, Harry Bailey, George Drake, Leonard Sebring
- Décors : Carlos Manriquez
- Producteur : Walt Disney
- Société de production : Walt Disney Productions
- Distributeur : United Artists
- Date de sortie : 14 juillet 1934[réf. nécessaire]
- Autres Dates[2] :
  - Annoncée : 14 juillet 1934
  - Dépôt de copyright : 28 juin 1934
  - Première à Los Angeles : 16 août 1934 au Loew's State en première partie de L'Île au trésor de Victor Fleming
  - Première à New York : 12 au 18 juillet 1934 au Radio City Music Hall en première partie de Whom the Gods Destroy de Walter Lang
- Format d'image : Couleur (Technicolor[réf. nécessaire]
- Son : Mono (RCA Sound System)[réf. nécessaire]
- Musique [2]: Frank Churchill et Bert Lewis
  - Musiques originales : If I Were a Bird, You're Nothin' But a Nothin'
- Durée : 9 min 16 s
- Langue : (en)
- Pays de production :  États-Unis

## Voix françaises
- Régine Teyssot : La fée
- Hervé Jolly : La première chauve-souris
- Michel Mella ? : La deuxième chauve-souris ("Une petite souris !")
- George Costa : Chœur
- Jean Stout : Solo

## Commentaires
Bien que le film se base sur une fable mettant en scène un geai, ce film utilise ici des souris.
Le film a été associé au DVD collector de Dumbo sorti en 2001.
La chanson You're Nothin' But a Nothin' a été assez populaire pour que les partitions soient éditées dans le commerce.